# Saint-Loup-du-Dorat
Saint-Loup-du-Dorat è un comune francese di 351 abitanti situato nel dipartimento della Mayenne nella regione dei Paesi della Loira.

## Società

### Evoluzione demografica
Abitanti censiti